# Cabadbaran-Santiago Watershed Forest Reserve
Das Cabadbaran-Santiago Watershed Forest Reserve ist ein Wasser- und Landschaftsschutzgebiet auf der Insel Mindanao in den Philippinen. Es umfasst eine Fläche von 16.025 Hektar und liegt an der Grenze der Provinzen Agusan del Norte, Agusan del Sur und Surigao del Sur. Es ist die wichtigste Quelle zur Wasserversorgung der Gemeinden Cabadbaran und Santiago und wurde mit dem Präsidenten-Erlass Nr. 834 am 13. November 1991 eingerichtet.
Das Cabadbaran-Santiago Watershed Forest Reserve erstreckt sich vom Flachland bis in die Regionen des Diwata-Gebirges an der Nordflanke des Hilong Hilong. Es umfasst Höhenlagen von 200 bis 1.700 Metern über dem Meeresspiegel. Der Waldbestand erstreckt sich auf einer Fläche von ca. 13.146 ha, dies schließt 200 Hektar Rattan-Palmen-Anpflanzungen mit ein. Buschland, das mit niedrigen Bäumen durchsetzt ist, erstreckt sich auf ca. 1.283,26 ha und ca. 318 ha werden von Grasland bedeckt. Landwirtschaftlich genutzte Flächen nehmen ca. 1.077.00 ha ein. Hauptsächlich werden Getreide und die schnellwachsende  Gmelina arborea (Yemane) angepflanzt. 
Das Schutzgebiet ist das Quellgebiet der Flüsse Cabadbaran und Narog, des Weiteren entspringen hier die Bäche Tumipi, Pamulanganan, Saypon, Damasigan, Subayon, Sigupanon, Kalupsagan, Landulan, Kalasonon, Dacnalay und Hamindangan.
Im Schutzgebiet leben unter anderem der Philippinenhirsch, Wildschweine, der Javaneraffe, verschiedene Arten von Fledermäusen und der Philippinen-Gleitflieger.
An Vögeln sind Bestände des Rotscheitelreihers, des Affenadlers, des Eisvogels bekannt.
Verschiedene Arten von Schildkröten und der Netzpython kommen ebenfalls im Cabadbaran-Santiago Watershed Forest Reserve vor. 
In den Flüssen leben verschiedene Arten von Schlangenkopffischen wie der Haluan und der Ulang.